# Палван-Нияз Юсупов
Палван-Нияз ходжи Юсупов — (1861 Хива — 1936.14.5) — представитель джадидизма в Хорезме, государственный деятель
Палван-Нияз Юсупов родился в Хиве в 1861 году. Окончил школу и медресе. Занимался торговлей. Свободно знал арабский и русские языки.
В 1914 году возглавил левое крыло джадидов, которые стояли в оппозиции к хивинскому хану Асфандияр-хану. В апреле 1917 года джадиды представили Асфандияр-хану проект реформ, одним авторов которых был Палван-Нияз Юсупов. С 1917 года вынужден был покинуть Хорезм и жил в эмиграции в Ташкенте. После падения власти узбекской династии кунгратов в феврале 1920 года, была создана Хорезмская народная Советская республика, председателем Совета которой был избран Палван-Нияз Юсупов. Занимал этот пост с 27 апреля 1920 года до 6 марта 1921 года. Затем занимал другие государственные посты.